# ادموند نازاریان
ادموند نازاریان (به بلغاری: Едмонд Назарян؛ زادهٔ ۱۹ ژانویهٔ ۲۰۰۲) کشتی‌گیر ارمنی‌تبار اهل بلغارستان است.
از افتخارات وی می‌توان به کسب مدال نقره قهرمانی کشتی جهان ۲۰۲۲ اشاره کرد.

## فعالیت حرفه‌ای

### قهرمانی کشتی جهان ۲۰۲۲
نازاریان در وزن ۶۰ کیلوگرم کشتی فرنگی مسابقات قهرمانی کشتی جهان ٢٠٢۲ بلگراد شرکت کرد، او در این مسابقات پاستاس پتراویچیوس از لیتوانی، حاتم محمود از مصر، مراد ممدوف از آذربایجان و کنیچیرو فومیتا از ژاپن را شکست داد و به فینال رسید. وی در دیدار نهایی به ژولامان شارشنبکوف از قرقیزستان باخت و به مدال نقره رسید.